# Kolkatai metró

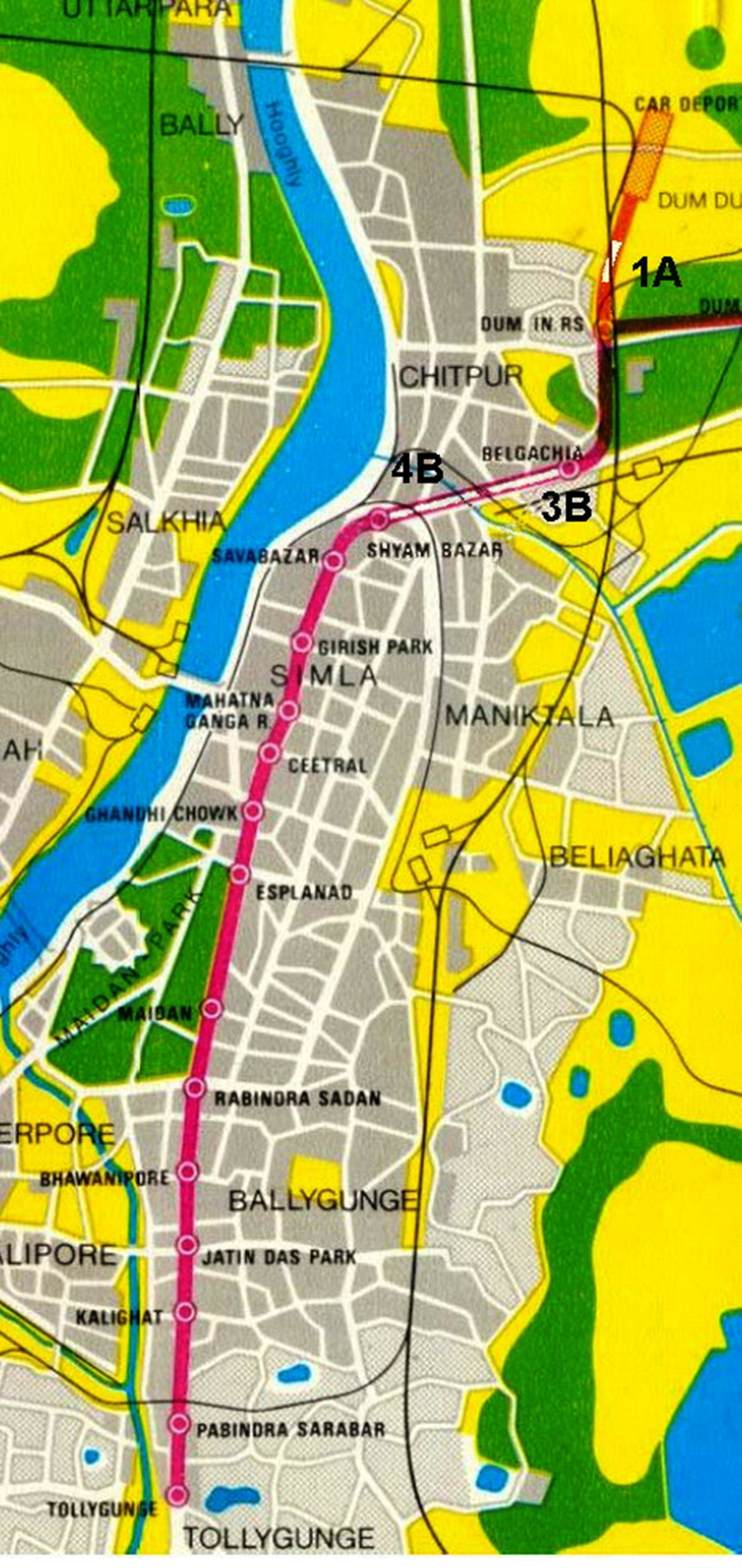
India első metróvonalának vonalvezetése

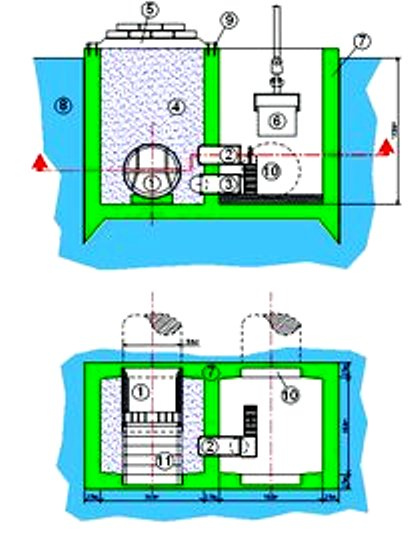
A 4B pajzsindító akna. 1 Pajzs, 2 Személyzsilip, 3 Anyagzsilip, 4 Túlnyomásos légtér, 5 Acélszerkezetű nyomástartó födém, 6 Bödön, 7 Aknafal, 8 Kék, puha tengeri agyag, 9 Födémlehorgonyzó csavarok, 10 Második pajzs indítónyílása, 11 Öntöttvas tübbingek

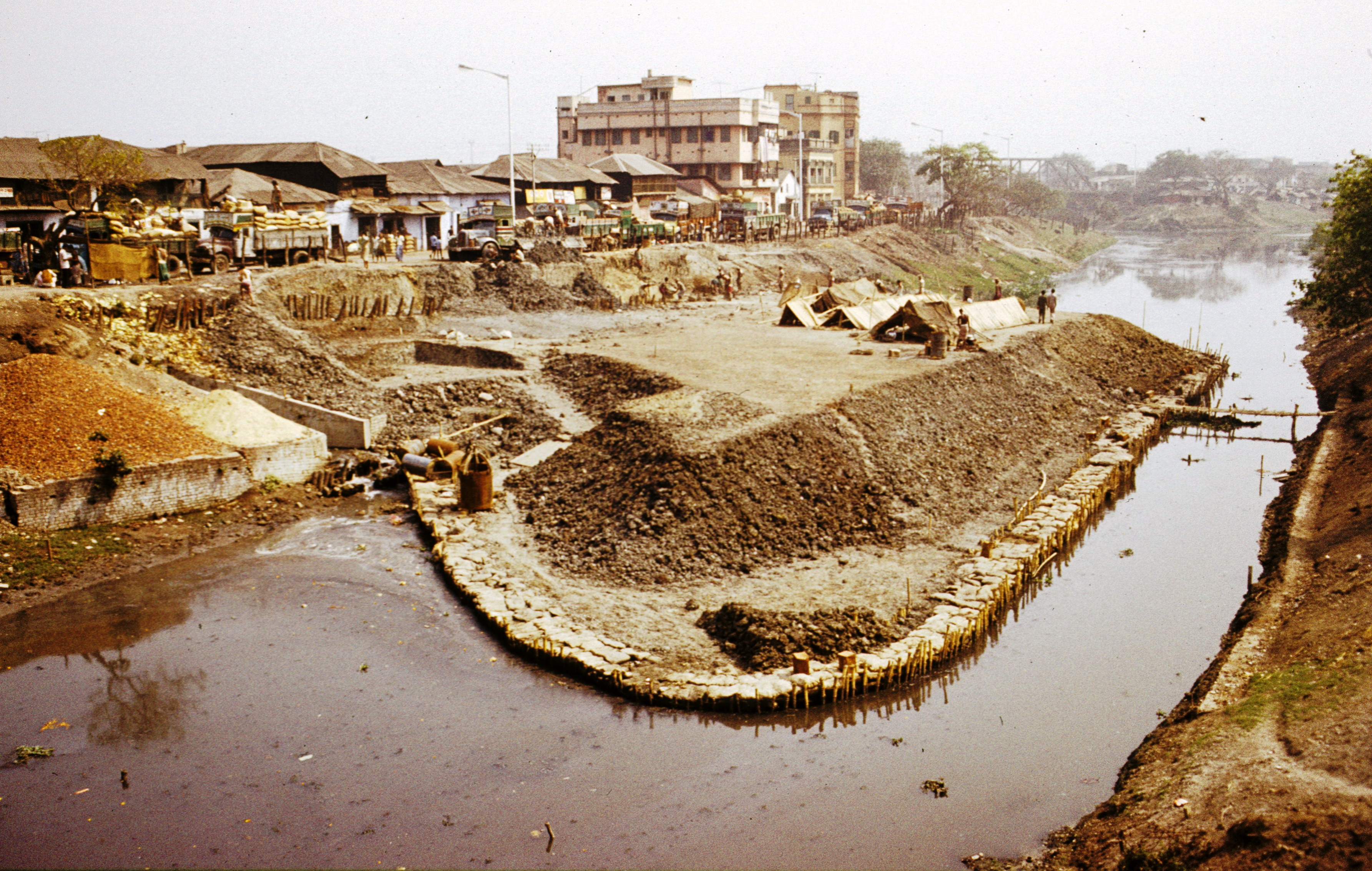
Előkészületek a Circular Canal keresztezéséhez. A pajzsok mindössze 4 m takarással haladtak át a csatorna alatt. A túlnyomásos légtér kifújását megakadályozandó a csatornát részben feltöltötték, majd a pajzs mögött újra megnyitották.

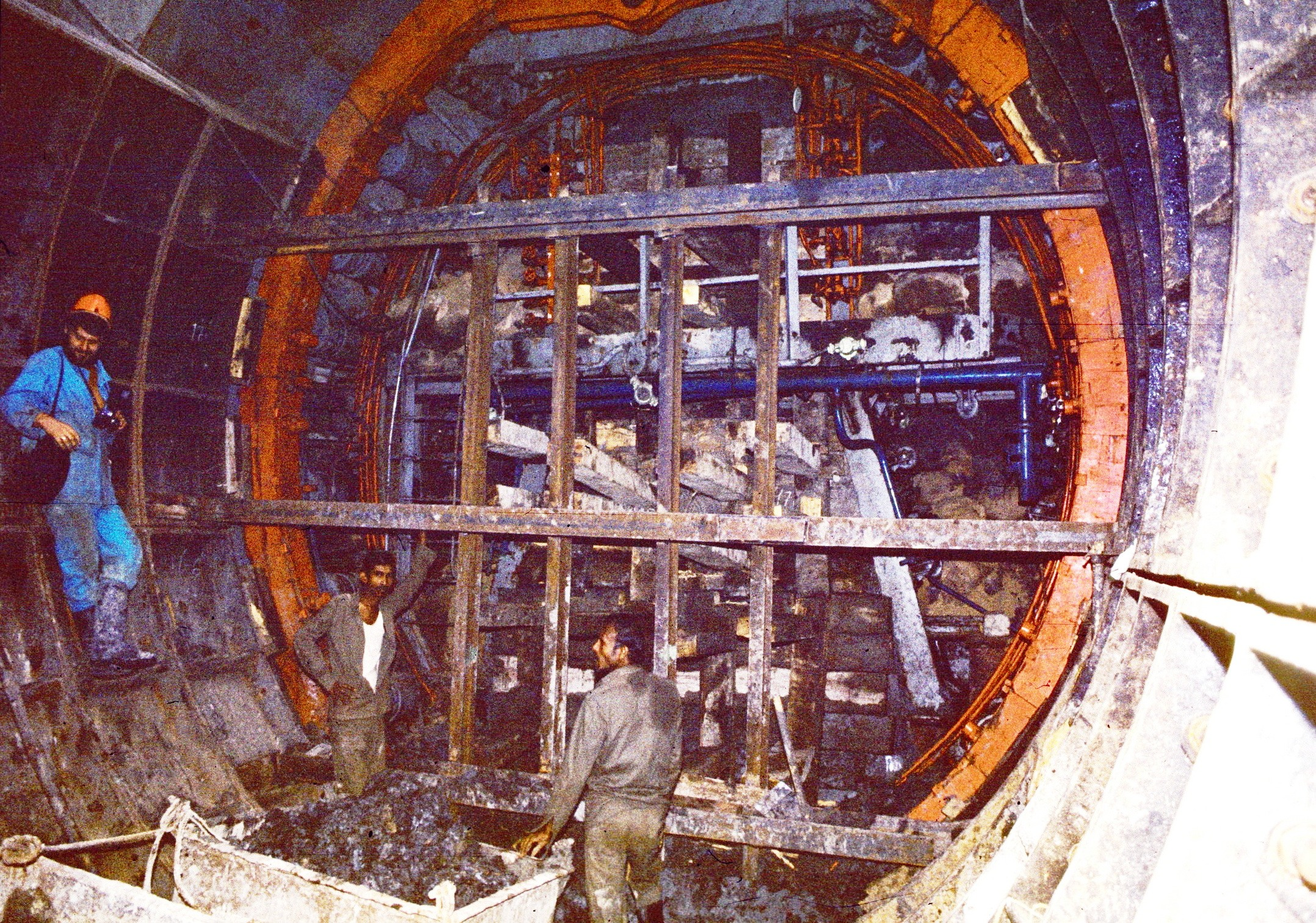
A 4B pajzs kicsit szokatlan homloktámasztása a szovjetek által előidézett szakadás után a tübbingekbe épített acélszerkezetről.

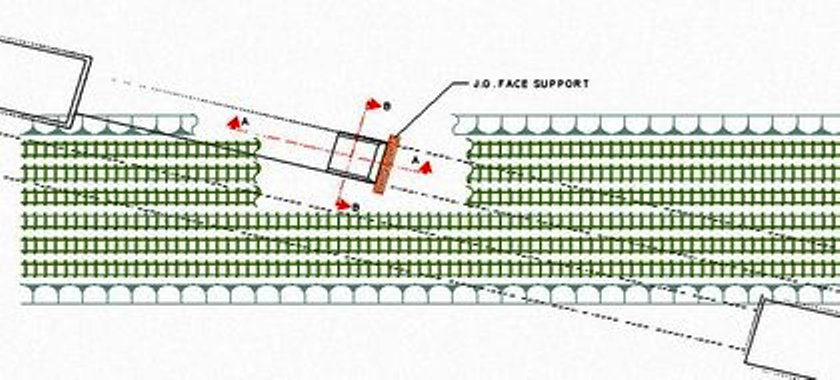
Az 1A szakaszon végzett pajzshajtás helyszínrajza. A késes pajzs az 1-es és 2-es nagy forgalmú vágányok alatt bukott orra. A munka már egy éve állt

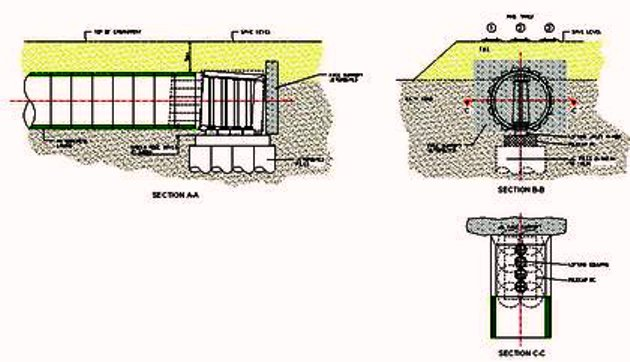
A késes pajzs visszaemelése. A felemeléshez jet-groutinggal a pajzs alá kellett cölöpöket készíteni. A nyitott homlok lezárását is jettelt legyezővel érték el. 4 db 400 tonnás sajtóval emelték a pajzsot a felette levő töltéssel együtt. A felszínen a krampácsoló brigád percek alatt helyreállította az eredeti vágányszinteket

A kolkatai metró a város megnövekedett népessége miatt nehézkessé vált felszíni tömegközlekedés lebonyolításának segítését szolgálja. Már a brit fennhatóság alatt tervek készültek a földalatti vasút építésére. 1947-ben a felszabaduláskor Brit Indiát három részre osztották. Kelet-Pakisztánból, (Bangladesből) hindu menekültek tömege lepte el a várost. Korábban az oktatás, a tudomány, a kultúra és a politika központja volt, az ország 1947-es függetlenné válása után azonban gazdasága stagnálni kezdett. A többi nagyvároshoz hasonlóan Kalkutta is urbanizációs problémákkal küszködött, például szegénység, légszennyezés és forgalmi dugók. A függetlenség elnyerése után az égető közlekedési problémák megoldására francia szakértőket kértek fel, azonban nyilvánvalóvá vált, hogy hagyományos módszerekkel a közlekedési utak befogadóképessége csak 4,2%-kal növelhető. Elkerülhetetlenné vált a kolkatai metró megépítése.

## Előzmények
Bidhan Chandra Roy, Nyugat-Bengália tartományi vezetője már 1949-ben metró megépítésében gondolkodott. 1971-ben elkészülnek a tervek, mely öt metró építésével számol, összesen 97,5 km hosszan. Ezek közül a kiemelt az észak-déli tengelyben megépülő Dum Dum-Mahanayak Uttam Kumar közötti rész 16,45 km hosszúságban. Az alapkövét Indira Gandhi indiai miniszterelnök helyezte el 1972. december 29-én. Az építési munkálatok 1973-ban kezdődtek meg.

### Nehézségek
- Legnagyobb gondot a források hiánya okozta
- Át kellett helyezni a közműveket
- Kisajátítási nézeteltérések, bírósági perek
- A metró nagy része felszíni, réseléses technológiával épült. Az építés alatt a közlekedést fenn kellett tartani.
- Hamarosan kiderült, hogy a munkatempó, a munkakultúra teljesen más Indiában, mint Magyarországon.
  - Az idősebb, tapasztaltabb mérnökök semmilyen fizikai munkára nem voltak hajlandók.
  - Nem jártak le az alagútba. Csak fiatal, kezdő mérnököket lehetett képezni.
  - A vájár Magyarországon egy szakképzett ember. Indiában nem az: a munkahely környéki nyomornegyedekből toborozták őket. Annyira féltek a sűrített levegőtől, hogy eleinte a magyarok nélkül nem maradtak a keszonban.
  - A mi fogalmaink szerinti ács sem létezett. Szakadáskor a magyar vájárok az alagútban kézifűrésszel vágták a feszkéket ahelyett, hogy az elméletileg meglévő készletből válogathattak volna.
- Az első év vége felé nyilvánvaló lett, hogy a munka nem fejeződik be a szerződött 20 hónap alatt. Le kellett csökkenteni a jelenlétet úgy, hogy a megmaradt ember/hónapok elegendőek legyenek a várhatóan legalább 48 hónapos munkára.

## Magyar részvétel

### 4B szakasz
A tényleges építés csak 1978-ban kezdődött meg. Az indiai Eastern Railway (később Metro Railway) tendert írt ki, a kalkuttai metró légnyomásos alagútépítő munkáihoz. A zsilipeket a KÉV gépészeti osztályán tervezték. A szerződés szerint tíz zsilipet: négy személy-, négy anyag- és két betegzsilipet kellett szállítani. A zsilipek helyszíni összeszerelését is el kellett végezni. A szerződés megkötésével járó indiai utazások során az Eastern Railway ajánlására kerültünk kapcsolatba a HCC-vel (Hindustan Construction Company). Újabb exportmunka-lehetőség adódott a kalkuttai metró 4B szakaszán, egy 2x800 m hosszú pajzsos alagút építési munkáiban való részvételre a Chitpur Yard vasúti teherpályaudvar és a Shiambazar metróállomás között. Akkoriban csak külkereskedelmi vállalat neve alatt lehetett exportmunkára szerződni, ezért a Nikex közreműködésével együttműködési megállapodás született a KÉV-Metró, az Uvaterv és a BVM között, húsz hónapra magyarok lettek a HCC műszaki tanácsadói. Tárgyalási helyzetüket segítette, hogy a pajzsokat a megbízó Eastern Railway a Szovjetunióból szerezte be. Ismerték a technológiát, és kompatibilis falazatot is tudtak ajánlani. A szerződés megkötésére 1979 őszén Bombayben, a HCC központjában került sor. A KÉV Klados Gusztávot jelölte ki tartós külszolgálatra. A magyar szakemberekre az első szakaszban az alagút fúrással készülő 3B és 4B jelű rész megépítése várt.
Kitalálták a pajzsindítás legegyszerűbb módját. Az indiaiak által elképzelt és szekrénysüllyesztéssel megépített, kettős 10×10 m belméretű akna válaszfalába tervezték be az anyag- és személyzsilipet. Az aknát a pajzsgéplánc összeszerelése után a légnyomás tartására lefedték egy 1000 tonna teherbírású acélszerkezettel, amit biztonsági tényezőként még megterheltek 300 tonnányi betonblokkal. Az acélfödémet lehorgonyozták az akna betonszerkezetéhez. Meg kellett oldani a túlnyomásos tér szellőztetését is, mert a puha, fiatal tengeri agyagból fejtés közben metán szabadult fel. A szellőztetéshez percenként 36 m³ sűrített levegőt kellett biztosítani 1 bar nyomáson 27 °C-ra visszahűtve. Ez hatalmas gépházat igényelt. Az aknát lefedő szerkezetre négy ellensúlyos lefújószelepet szereltek a többletlevegő nyomás alatti kieresztéséhez. Az első pajzs elindítása és ~50 m alagút megépülte után a pajzs mögé, a nyomástartó betonfalba helyeztek egy anyag- és egy személyzsilipet. A zsilipek és a betonfal is túlnyomásban épültek. Amint a fal teherbíróvá vált, leengedték a levegőt az akna és a fal között, leemelték az akna fedését, és megfordították az akna elválasztó falába épített zsilipeket. Ezután a másik aknafélben szerelték össze itt indítandó a pajzsot a fent leírtakkal azonos módon. Az első ötven méteren csavarozott öntöttvas tübbingek használatát határozták el az alagutak közelsége miatt. A következő lépésben össze kellett állítani a munkát levezénylő és betanító csapatot. A szerződés szerint indiai partnerünknek képzett gépészeket, szerelőket és bányászokat kellett biztosítania betanításra. Mindennek bele kellett férnie a szerződésben vállalt 200 ember/hónapba. A munkahelyen már befejezéséhez közeledett a pajzsszerelés. A pajzsokat az Eastern Railway a Szovjetunióból szerezte be, szovjet szakértők irányították a szerelést. A magyarok dolga az akna lefedése és a zsilipek beszerelése volt. Az aknából való kitörés kezdetben sikeresnek bizonyult. Minden rendben is ment addig, amíg a szovjet „gépész szakértő” elő nem állt azzal az ötlettel, hogy a homlokot nem kellene megtámasztani, hanem a pajzsot pogácsanyomóként használva tolnák előre, és csak a benyomuló anyagot kellene kiszedni a pajzsból. Az indiaiaknak, partnerünknek, a HCC-nek is tetszett az ötlet. Sokkal egyszerűbbnek látszott, mint a magyarok által gyakorolt homloktűzés túlnyomásban, anyagszállítás légzsilipeken keresztül. Elfogadták a szovjet javaslatot. Klados Gusztáv beírta az építési naplóba tiltakozásukat a szakszerűtlen ostobaság ellen, amit elkövetni készültek, és hazamentek. Nem sokat kellett várniuk. Már másnap jöttek, és kérték, hogy menjenek vissza, mert nagy baj van.
Az akna előtt az alagút nyomvonalán a gépműhely már eltűnt a szakadási tölcsérben. A pajzsot a mozgásban levő föld kb. 40 cm-t visszatolta. A pajzsban levő kitolható platformok és a mozgató hidraulikák jelentősen deformálódtak. Néhány napos javítás után sikerült a pajzsot újraindítani. Jelentősen megnőtt a magyar szakemberek tekintélye az indiaiak előtt, amit szovjet kollégák nem fogadtak sportszerűen. Végül mindenki megelégelte a dolgot, a „szakértő elvtársat” lecserélték.

#### A Circular Canal alatt
Nagyjából 300 m-re az indítóaknától a két alagutat a 30 m széles Circular Canal alatt kellett áthajtani, alig 4 m-es takarással. Itt a kockázatot a sűrített levegő hirtelen, robbanásszerű kifújása jelentette. Úgy oldották meg a dolgot, hogy a Circular Canalt a pajzs hajtásirányából félmagasságig feltöltötték, majd amikor a pajzs a Canal közepére ért, megnyitották, egyidejűleg a pajzs előtti rész feltöltésével. A Belgachia Road alatt haladva egy helyen a kék, puha agyag szinte észrevehetetlenül átment szürke iszapba. Azért észrevették. A sűrített levegő a vízáteresztő iszapot nem jól támasztja meg. Az indiai személyzet nem tudta kezelni a megszokottól eltérő körülményeket. Felszakadtak a felszínre, szerencsére az út közepén, túl nagy bajt nem okozva. A mintegy 5 m átmérőjű kráterben a sűrített levegőtől fortyogott az iszap, de a levegő nem tört ki, az alagút tartotta a nyomást. Ideje volt specialistát kérni otthonról. Meg is érkezett hamar az injektálás, talajszilárdítás technikájában jártas kolléga. A reptérről a munkahelyig vezető másfél órás úton végig azt magyarázta, milyen fúró-, keverő- és injektálógépek kellenek majd a helyzet kezeléséhez. Elmagyarázták neki, hogy a kért gépek behozatalához szerencsés esetben hat hónapra lenne szükség. Másnap hazautazott. Egyszerűbb megoldásként a szakadási kráterbe beleöntöttek néhány száz zsáknyi cementet. A levegőtől fortyogó iszap szépen elkeveredett a cementtel, s néhány óra alatt megszilárdult. Két nap múlva újraindult a munka az alagútban.

### 3B szakasz
Időközben újabb szerződést kötöttek a HCC-vel. Szükségük volt egy pajzsra a 3B szakasz megépítéséhez is. Felajánlották nekik a pesti metrón már kétszer is használt pajzsok egyikét. A pajzsok eredetileg rotoros alagútfúró gépként érkeztek az országba a Szovjetunióból, és többé-kevésbé sikeresen megépítették a piros, kelet–nyugati vonal alagútjait a Szent István tér és a Moszkva tér között. Mivel a fejtőkerekes (rotoros) megoldás nem nagyon működött a primitív, kilincsműves hidraulikus hajtás és a hibás tervezésű, kúpos fejtőkerék-kialakítás miatt, a KÉV Dombóvári úti telepén átalakították őket mechanikus pajzsokká. Két Schaeff-exkavátort és egy páncélkaparót szerelve beléjük ezek a gépek építették meg az észak–déli, kék vonal alagútjainak jelentős részét. Az indiaiak nem kérték az exkavátorokat és a páncélkaparót. Csak egy ugyanolyan egyszerű pajzsot akartak, mint amit a 4B szakaszon már megismertek.
Amint a 3B szakasz megépítésére sor került, az Klados Gusztáv mandátuma lejárt. Akkoriban a külszolgálatot rendesen négy évig, különleges esetekben öt évig engedélyezték. Szőllőssy Gábor vette át az irányítást.

### 1A szakasz
Az 1A szakaszon az Afcons nevű indiai cég elindított egy késes pajzsot (blade shield), ami fejre állt. Az Eastern Railway, addigra átkeresztelve Metro Railway, leállította a munkát. A feladat szerint a pajzsot vissza kellene emelni a tervezett helyére, és áthajtani egy hatvágányú vasúti töltés alatt kis, 2,5-3,0 méteres takarással. Az alagút a Dum-Dum végállomás és a kocsiszín között épült. Az 1A szakaszon 30 m alagút megépítése után orra bukott pajzsot a legegyszerűbben egy felszínről, nyitott munkagödörben lehetett volna felemelni és újraindítani. A baleset a vasúti töltés két nagy forgalmú elővárosi vágánya alatt történt. A vasút nem járult hozzá a vágányok eltereléséhez, zárt módszerű megoldást kellett találni. A pajzs továbbhajtását, az újabb orra bukás megakadályozását az alagútból a pajzs előtt végrehajtott jet-groutingos szilárdítással tervezték megoldani. Az Afcons valaha az olasz Rodio leányvállalata volt. A Rodio szakemberei és berendezései már a helyszínen voltak. A meglévő szaktudáshoz és eszközökhöz kellett a visszaemelés módszerét kitalálni. A munkálatok irányítását (az egyéni munkavállalási engedéllyel visszatért) Klados Gusztáv végezte. A pajzs emeléséhez alapozásnak a pajzsköpeny kivágása után, 18 m mély jettelt pillért készítettek egy teherelosztó cölöpfejjel. A pajzs felső részére hosszirányban 3 x H400 teherelosztó tartót szereltek be. A 4 darab 400 tonnás emelősajtó erejét négy, a gerincén egymásba metszett H400 tartóoszlop közvetítette. A homloktámasztás ugyanolyan, mint az egyszerű, nyitott pajzsoknál. A homlok pajzstól független lezárására emelés közben jettelt legyezőt alkalmaztak, amit a töltés oldalából készítettek el. A leírtakhoz minden segédberendezést, szerkezetet a munkahelyen kellett legyártani. A háromfázisú jetteléshez például az 1000 baros Koken-szivattyút át kellett alakítani dízelmeghajtásra a gyakori áramszünetek miatt. Mindezt sikerült 8 hónap alatt összehozni, az emelés csak 6 napig tartott. Naponta, vágányzár nélkül, ~100 mm-t emelték a pajzsot a töltéssel együtt. A felszínen egy krampácsolókból és kubikosokból álló sereg a vágányokat percek alatt visszaállította az eredeti szintre.

## Talajviszonyok
Az alagutakat nagyjából 10 méteres takarással, puha, kék tengeri agyagban kellett megépíteni. A nyitott homlokú pajzsokkal a munkát csak túlnyomásban (keszonban) lehetett végezni. A vízzáró agyagfelületre nehezedő 1 baros légnyomás a talajvíz távol tartásán kívül még 100 kN/m² homloktámasztást is eredményez. Túlnyomásos munkaterek létrehozására volt szükség a légzsilipek Kalkuttába szállítására. A munkák betanítására sokféle szakemberből álló csapatot kellett szervezni, az alagút-építési technológia betanítása a KÉV feladata volt. A falazati elemek gyártástechnológiájának kialakítását, elemgyártó sablonok és rázóasztal szállítását a BVM vállalta, az Uvaterv az alagútgyűrűt, a falazati elemeket. Az alagútgyűrűt a budapesti csuklós blokkos rendszerben tervezték kis különbséggel. A csuklókat betonacél rudak beragasztásával „merevíteni” kellett a budapestitől eltérő igénybevételek miatt. Egyebekben a falazat megegyezett a budapestivel. Az elemek hátoldalát aszfaltbevonattal látták el, a szigetelést pedig az elemek közötti fugák duzzadó cementes kitöltésével oldották meg. A falazat stabilitásához elengedhetetlen hátűrkitöltő injektálást megint csak a pesti módon, az agyagos talaj bedarálásával készült zagyba adagolt cementtel és vízüveges gyorsító alkalmazásával tervezték.